# William Gibson Spiller
William Gibson Spiller (ur. 13 września 1863 w Baltimore, zm. 1940) – amerykański neurolog. 
Studiował na University of Pennsylvania, w 1892 roku otrzymał tytuł M.D. Następnie specjalizował się z neurologii w europejskich klinikach, gdzie jego nauczycielami byli m.in. Heinrich Obersteiner, Hermann Oppenheim, Ludwig Edinger, Joseph Jules Dejerine i William Richard Gowers. Po powrocie do Filadelfii prowadził badania neuropatologiczne. Na początku wieku został dyrektorem oddziału neurologicznego Philadelphia Polyclinic Hospital. Począwszy od 1910 roku prowadził prywatną klinikę. Współpracował m.in. z Charlesem Karsner Millsem, którego zastąpił na katedrze neurologii University of Pennsylvania w 1915 roku. Znany był z częstego cytowania Szekspira na wykładach i posługiwania się spreparowanym fragmentem rdzenia kręgowego jako wskaźnikiem. Pozostawił około 250 prac.

## Wybrane prace
- BILATERAL PARALYSIS OF THE FACIAL AND ABDUCENT NERVES AS REMOTE EFFECT OF TUMOR OF THE BRAIN. Ann Surg. 1935 January; 101(1): 329–337 PDF
- MAJOR HYSTERIA WITH ATTACKS OF IMPAIRED CIRCULATION OF THE LEFT UPPER LIMB.J Neurol Psychopathol. 1928 October; 9(34): 113–119. PDF
- The Association of syringomyelia with Tabes dorsalis. J Med Res. 1908 March; 18(1): 149–158.3.  PDF
- The pathological changes in the nerve System in a Case of Lead Poisoning. J Med Res. 1903 August; 10(1): 142–152.1.  PDF